# Chrysoritis lyncurium
Chrysoritis lyncurium is een vlinder uit de familie van de Lycaenidae. De wetenschappelijke naam van de soort is voor het eerst gepubliceerd in 1868 door Roland Trimen.
De spanwijdte bedraagt ongeveer 25 millimeter.
De soort komt voor in Zuid-Afrika (Oost-Kaap en Kwazoeloe-Natal).